# Роан
Роа́н, Роанн (фр. Roanne, франкопров. Rouana) — город во французском департаменте Луара, на одноимённой реке, в 80 км к северо-западу от Лиона. Является супрефектурой округа Роанн. Население — 36,1 тыс. жителей (2009).
В галло-римские времена именовался Родумной (Rodumna). В Средние века — владение графов Форе. В XVI веке перешёл к роду Гуфье, для которого король сделал его герцогством. Последним титул герцога Роаннэ носил Франсуа де Лафейад, один из маршалов Людовика XIV. О почтенном возрасте коммуны напоминают немногочисленные памятники старины — замковый донжон XII века и дворец Матель XVI века.
Роанн стал расти после объединения Франции как перевалочный пункт на пути из Парижа к средиземноморскому побережью. В настоящее время здесь пересекаются Роаннский канал и несколько железных дорог.

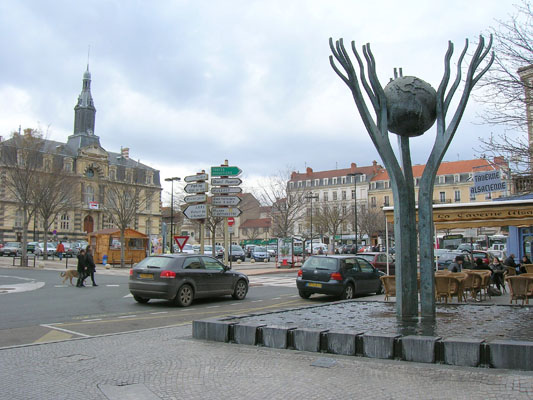
В центре Роанна

## Спорт
В городе базируется профессиональный баскетбольный клуб «Шораль Роан Баскет».

## Города-побратимы
- Гвадалахара, Испания
- Ройтлинген, Германия
- Монтеварки, Италия
- Пьятра-Нямц, Румыния[6]
- Легница, Польша